# Tuheitia Paki

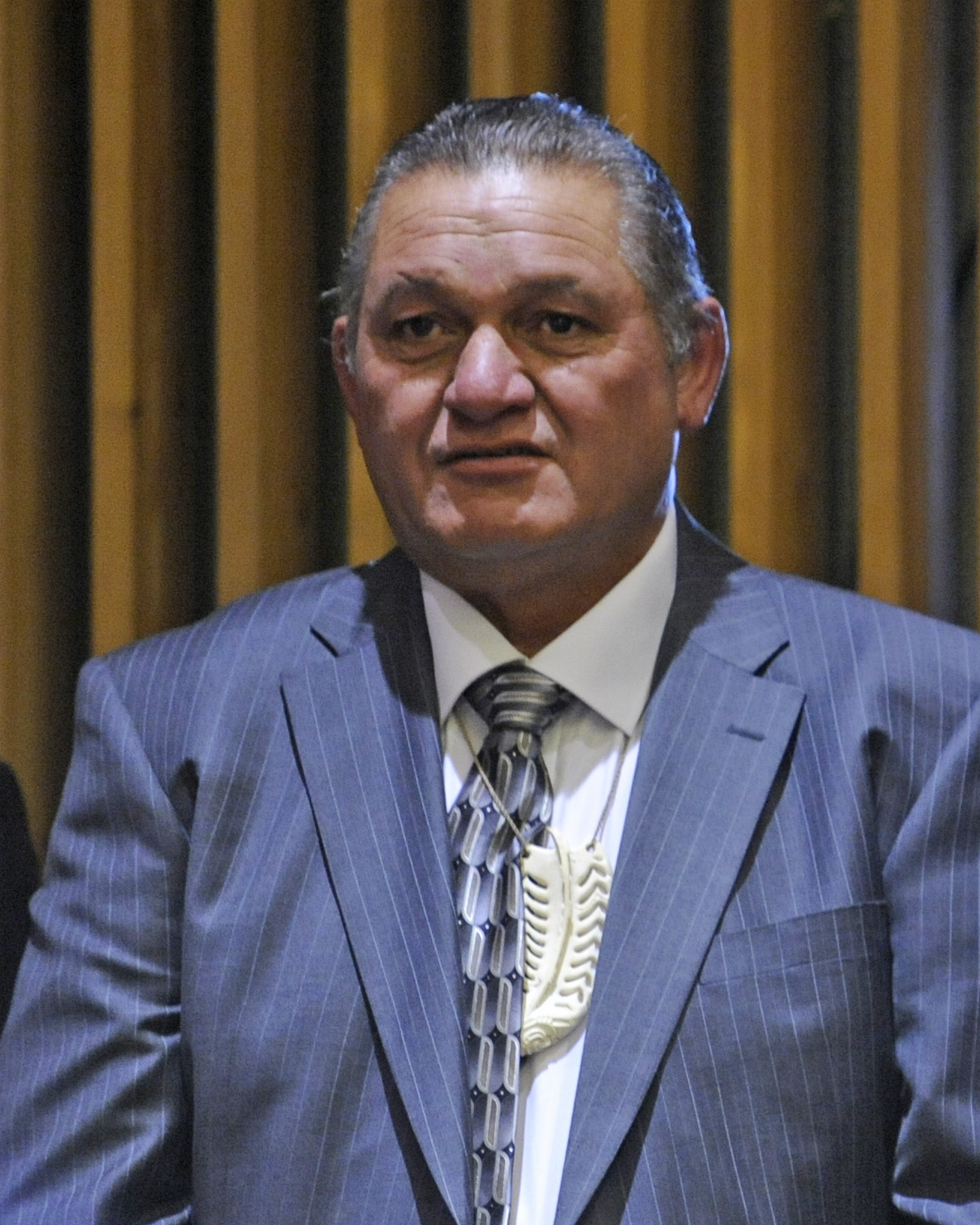
Tuheitia Paki (2009)

Tuheitia Paki (* 21. April 1955 in Huntly; † 30. August 2024 in Hamilton) war König der Māori, genauer der Tainui-Stammesvereinigung. Er war der älteste Sohn von Königin Te Atairangikaahu und wurde auf ihrer Beerdigung am 21. August 2006 zu ihrem Nachfolger ausgerufen und gekrönt. Sein offizieller Königsname war Tūheitia Potatau Te Wherowhero VII.

## Leben
Tuheitia Paki war ein Nachkomme des ersten Māori-Königs Pōtatau Te Wherowhero. Er wurde an der Rakaumanga-Schule in Huntly, an der Southwell-Schule in Hamilton und am St. Stephen’s College in den Bombay Hills erzogen. Bevor er König wurde, war er Manager und kultureller Berater an der Bildungseinrichtung Te Wānanga o Aotearoa in Huntly.
Seine Aufgaben als König der Māori, der vom Māori King Movement (Kīngitanga) ausgerufen wird, waren rein repräsentativer Natur.
Tuheitia Paki war mit Te Atawhai verheiratet und hatte drei Kinder, die Söhne Whatumoana, Korotangi und die Tochter Ngawai. Letztere wurde nach seinem Tod zur Königin proklamiert.
Tuheita wurde wie zahlreiche Häuptlinge und alle Monarchen auf dem Mount Taupiri 100 Kilometer südlich von Auckland beigesetzt.

## Ehrungen
- Ritter des Order of Saint John (2009)[3]
- Order of the Crown of Tonga, das Großkreuz
- Ritter Kommander des Lazarus-Ordens[4]
- Friedensbaum-Gedenkplakette, Internationaler Friedenspreis der slowakischen Nichtregierungsorganisation Servare et Manere (2022)[5]
- Ehrendoktor der University of Waikato[6]